# 吕耿松
吕耿松（1956年1月7日—），浙江杭州人，中华人民共和国作家，维权人士，政治犯。

## 生平
1983年毕业于杭州大学历史系。曾在浙江高等公安专科学校任教，现在是自由撰稿人。2000年在香港（文化艺苑工作室）出版了《中共贪官污吏》一书。主要文章有：《建立公民弹劾制度》《建立刑事连带责任制度》《买官、骗官与官杀官》《论当代中国黑社会的社会基础》以及《当代中国黑社会的主要类型》等。

## 逮捕和審判
2007年8月24日被抄家拘捕，2008年2月5日，被杭州市中级人民法院以煽动颠覆国家政权罪判处有期徒刑四年，剥夺政治权利一年。律师莫少平说吕提出上诉，但同年4月14号浙江省高级人民法院维持原判。其已于2011年8月23日刑满释放。
2014年8月13日因“颠覆国家政权"罪被正式逮捕，2016年6月17日被杭州市中级人民法院以“煽动颠覆国家政权罪”判刑11年。